# Nick Didkovsky
Nick Didkovsky (geboren in 1958) is een Amerikaanse componist en gitarist, en oprichter van de groep Doctor Nerve.

## Levensloop
Didkovsky's eerste muzikale invloed was zijn oma, die piano speelde. Op school speelde hij in allerlei groepjes (heavy metal en hard-rock). Didkovsky was een student van Christian Wolff en Gerald Shapiro (elektronische muziek). Van grote invloed op zijn muzikale ontwikkeling was zijn tijd bij Creative Music Studio, opgericht door onder meer Karl Berger en Ornette Coleman.  
Hij componeert met behulp van (soms deels door hem zelf geschreven) computerprogramma's: Java Music Specification Language en, daarvoor, Hierarchical Music Specification Language. Ook gebruikte hij Vegas Pro. Zijn muziek combineert complexe ritmes, harmonieën en texturen met de energie van rock-'n-roll. Zijn werk wordt niet alleen uitgevoerd door zijn eigen 'avant-rock'-groep Doctor Nerve. In het verleden hebben onder meer Fred Frith Guitar Quartet, Meridian Arts Ensemble, Bang on a Can All-Stars, Sirius String Quartet, California EAR Unit en Arte Sax Quartet composities van Didkovsky opgenomen. Didkovsky is lid van Friths gitaarkwartet. 
Didkovsky ontwikkelt computerprogramma's en interactieve muziekapplicaties op het internet. Onlangs schreef hij een programma dat muziek componeert voor live ensembles, MetaSection Piece Generator.
Nick Didkovsky woont in New York, waar hij componeert, muzieksoftware schrijft en doceert aan New York University en Columbia-universiteit (computermuziekcompositie). Hij is ook verbonden aan het Gensat Project aan Rockefeller University. Hij heeft een eigen muziek-label, Punos Music.

## Composities (selectie)
- Slim in Beaten (2000)

## Discografie (selectie)
- Now I Do This, 1981
- Flies in the Face of Logic (met Steve MacLean en C.W. Vrtacek , Pogus, 1995
- Binky Boy (met onder meer Frith en Rene Lussier), Punos Music, 1997
- Tube Mouth Bow String (met Sirius String Quartet, Barbara Benary en anderen), Pogus, 2002
- Uses Wrist Grab (Bone, trio met Hugh Hopper en John Roulat), Cuneiform, 2003
- Swim This (trio met Michael Lytle en Gery Hemingway, live), Punos Music, 2006
- Beats and Ringtones vol. 1, Punos Music, 2007
- Ice Cream Time (met Thomas Dimuzio en Arte Sax Quartet), New World Records, 2007